# Місакі (Окаяма)

34°59′52″ пн. ш. 133°57′30″ сх. д. / 34.99778° пн. ш. 133.95833° сх. д.
Місакі (яп. 美咲町) — містечко в Японії, в повіті Куме префектури Окаяма.